# Ruta 44 (Chile)
Die Ruta 44 (kurz RN 44) ist eine Nationalstraße in der Región de Coquimbo im kleinen Norden Chiles. In ihrem Verlauf auf 2,5 km ist sie vollständig asphaltiert und liegt vollständig im Stadtgebiet. Sie verbindet die Ruta 5 und den Rest der Stadt Coquimbo mit dem Hafen, der in der Region der wichtigste ist.
Die offizielle Funktion dieser Ruta wurde im Jahre 2009 durch das Dekret Nº 47 durch das MOP ratifiziert.

## Städte und Ortschaften
Die direkten Anbindungen an Städte, Ortschaften und städtische Gebiete entlang dieser Straße von Osten nach Westen sind:

### Región de Coquimbo
- Länge: 2 km (km 0 bis 2). Im Stadtgebiet von Coquimbo heißt die Ruta Calle 25 de Mayo und Avenida Costanera.[2]
- Provincia de Elqui: Coquimbo (km 0-2).